# Amtsgericht Osterburg
Das Amtsgericht Osterburg war ein Gericht der ordentlichen Gerichtsbarkeit in Osterburg (Altmark).

## Geschichte
Von 1849 bis 1879 bestand in Osterburg die Gerichtskommission Osterburg des Kreisgerichtes Seehausen in der Altmark im Sprengel des Appellationsgerichtes Magdeburg. Im Rahmen der Reichsjustizgesetze wurden 1879 reichsweit einheitlich Oberlandes-, Land- und Amtsgerichte gebildet. Das königlich preußische Amtsgericht Osterburg wurde mit Wirkung zum 1. Oktober 1879 als eines von 15 Amtsgerichten im Bezirk des Landgerichtes Stendal im Bezirk des Oberlandesgerichtes Naumburg gebildet. Der Sitz des Gerichtes war die Stadt Osterburg. Sein Gerichtsbezirk umfasste den Landkreis Osterburg ohne die Teile, die den Amtsgerichten Arendsee, Sandau und Seehausen zugeordnet waren. Am Gericht bestanden 1880 zwei Richterstellen. Das Amtsgericht war damit ein mittelgroßes Amtsgericht im Landgerichtsbezirk. Es war auch Elbzollgericht.
In der DDR wurden 1952 die Amtsgerichte aufgehoben und einheitlich Kreisgerichte gebildet. Osterburg kam zum Kreis Osterburg, entsprechend entstand das Kreisgericht Osterburg im Bezirk des Bezirksgerichtes Magdeburg. Mit dem Gerichtsorganisationsgesetz von Sachsen-Anhalt wurden das Kreisgericht 1992 aufgehoben und erneut ein Amtsgericht Osterburg gebildet und erneut dem Landgericht Stendal zugeordnet. Mit dem Gesetz über die Neugliederung der Amtsgerichte vom 17. Mai 2000 wurde das Amtsgericht Osterburg zum 31. Dezember 1998 aufgehoben.